# Грузевица
Грузевица (укр. Грузевиця) — село в Хмельницком районе Хмельницкой области Украины.
Население по переписи 2001 года составляло 2036 человек. Почтовый индекс — 31317. Телефонный код — 382. Занимает площадь 10 км². Код КОАТУУ — 6825082201.

## Местный совет
31317, Хмельницкая обл., Хмельницкий р-н, с. Грузевица, ул. Центральная, 73